# Скегар Григорій
Григорій Скегар (Harry Gregorius Skehar) (19 січня 1891, с. Погорілівка, тепер Юрковецька сільська громада, Чернівецька область — 31 серпня 1957, м. Лос-Анджелес, США) — український громадський діяч і публіцист у Канаді (з 1908) і в США (Чикаго і Лос-Анджелес), родом з Буковини; за фахом — лікар-дентист (стоматолог). 

## Життєпис
Початкову освіту здобув у рідному селі. Згодом навчався у Вищій цісарсько-королівській гімназії у Чернівцях. 
У 1908 році виїхав до Канади. Працював учителем у Вінніпезі, а згодом на робітничих роботах у Британській Колумбії. У 1919 році переїхав до США, в місто Чикаго, де у 1923 році закінчив навчання у Північно-Західному університеті, здобув ступінь магістра психології і доктора медицини. 
Окрім стоматологічної практики, активно займався громадською діяльністю, дописував до українських газет діаспори «Канадійський Фармер», «Свобода», а також і до українських газет «Діло» (Львів) та «Час» (Чернівці).
Був активістом УНС та Організації державного відродження України, співпрацював із Євгеном Коновальцем .
Помер 31 серпня 1957 року в Лос-Анджелесі, похований на цвинтарі Інгелвуд.

## Праці
- «По Америці» (1940);
- «Українські професіоналісти в Америці і в Канаді» (1935)